# فيليكس جراندي
فيليكس جراندي (بالإنجليزية: Felix Grundy) (و. 1775 – 1840 م) هو سياسي، ومحام من الولايات المتحدة الأمريكية .
تولى منصب عضو مجلس الشيوخ الأمريكي، ونائب عام الولايات المتحدة .وهو عضو في الحزب الجمهوري الديمقراطي، والحزب الديمقراطي الأمريكي .